# Elena di Meclemburgo-Schwerin
Elena Luisa Elisabetta di Meclemburgo-Schwerin (in tedesco: Helene Luise Elisabeth Herzogin von Mecklenburg-Schwerin; Ludwigslust, 24 gennaio 1814 – Richmond upon Thames, 17 maggio 1858) nata duchessa di Meclemburgo-Schwerin, divenne principessa ereditaria di Francia come consorte del principe Ferdinando Filippo d'Orléans (1810-1842).

## Biografia

### Infanzia

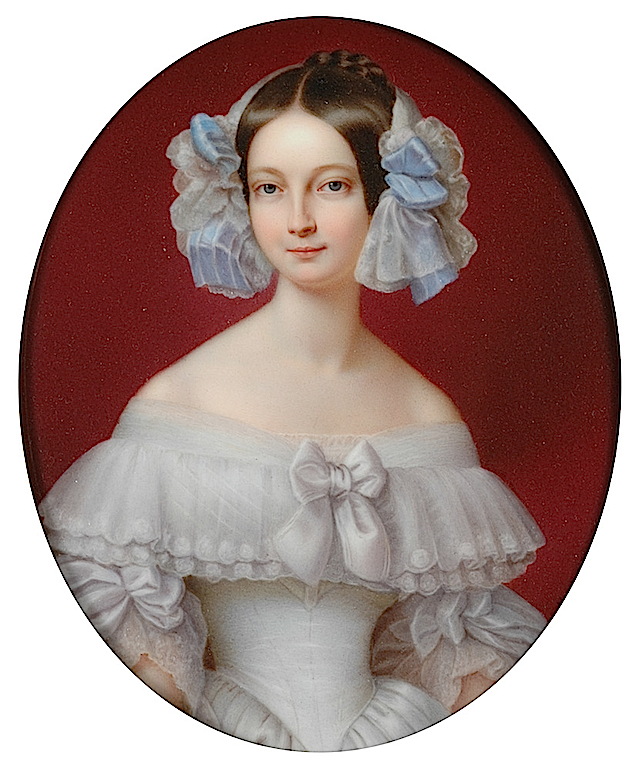
Elena ritratta in giovane età da Nicolas-Marie Moriot

Elena era la figlia del principe ereditario Federico di Meclemburgo-Schwerin (1778-1819) e della sua seconda moglie la principessa Carolina di Sassonia-Weimar-Eisenach. Da suo padre, era la nipote del granduca Federico Francesco I di Meclemburgo-Schwerin (1756-1837) e della moglie la principessa Luisa di Sassonia-Gotha.
Ella crebbe al castello di Ludwigslust fino all'autunno 1825 quando la sua matrigna Augusta d'Assia-Hombourg preferì sistemarsi a Friedensburg.

### Matrimonio

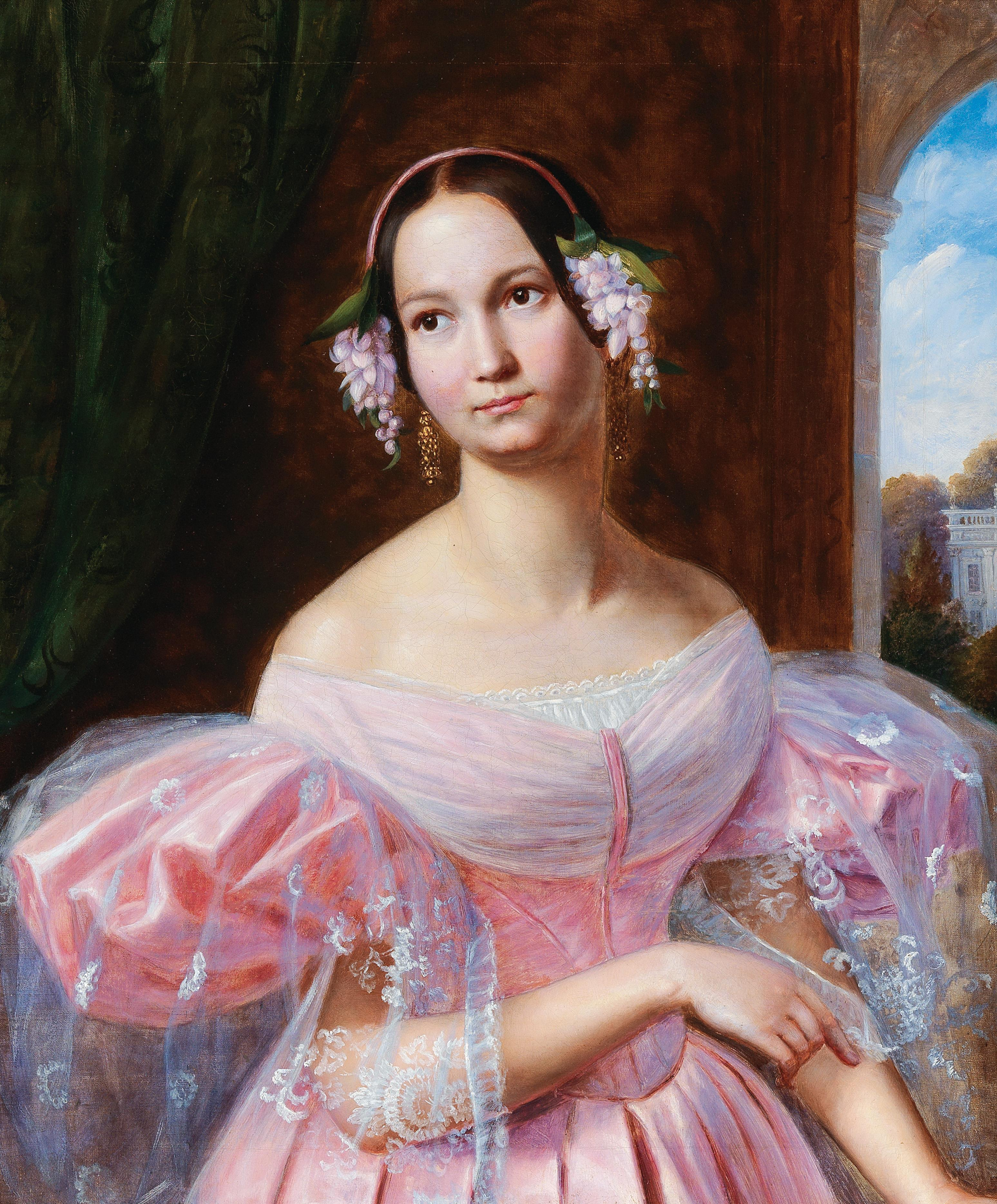
Ritratto di Elena di Meclemburgo-Schwerin, duchessa d'Orléans di Gaston Lenthe, 1837

Dopo che numerosi partiti furono visionati dalla famiglia reale di Francia, la principessa Elena di Meclemburgo-Schwein fu scelta per sposare Ferdinando Filippo d'Orléans, duca d'Orléans e principe reale, figlio maggiore di Luigi Filippo I, re dei Francesi.
Il 30 maggio 1837, la Principessa sposò, dunque, al castello di Fontainebleau, il duca Ferdinando Filippo (1810-1842). Quest'ultimo era il figlio maggiore del re dei Francesi Luigi Filippo I (1773-1850) e della regina Maria Amalia di Borbone (1782-1866), principessa delle Due Sicilie. Da questa unione nacquero due figli.
Per il Duca d'Orléans, era un'alleanza conveniente, ma non eclatante, anche se la Principessa apparteneva lontanamente alla famiglia del re di Prussia, Federico Guglielmo III.

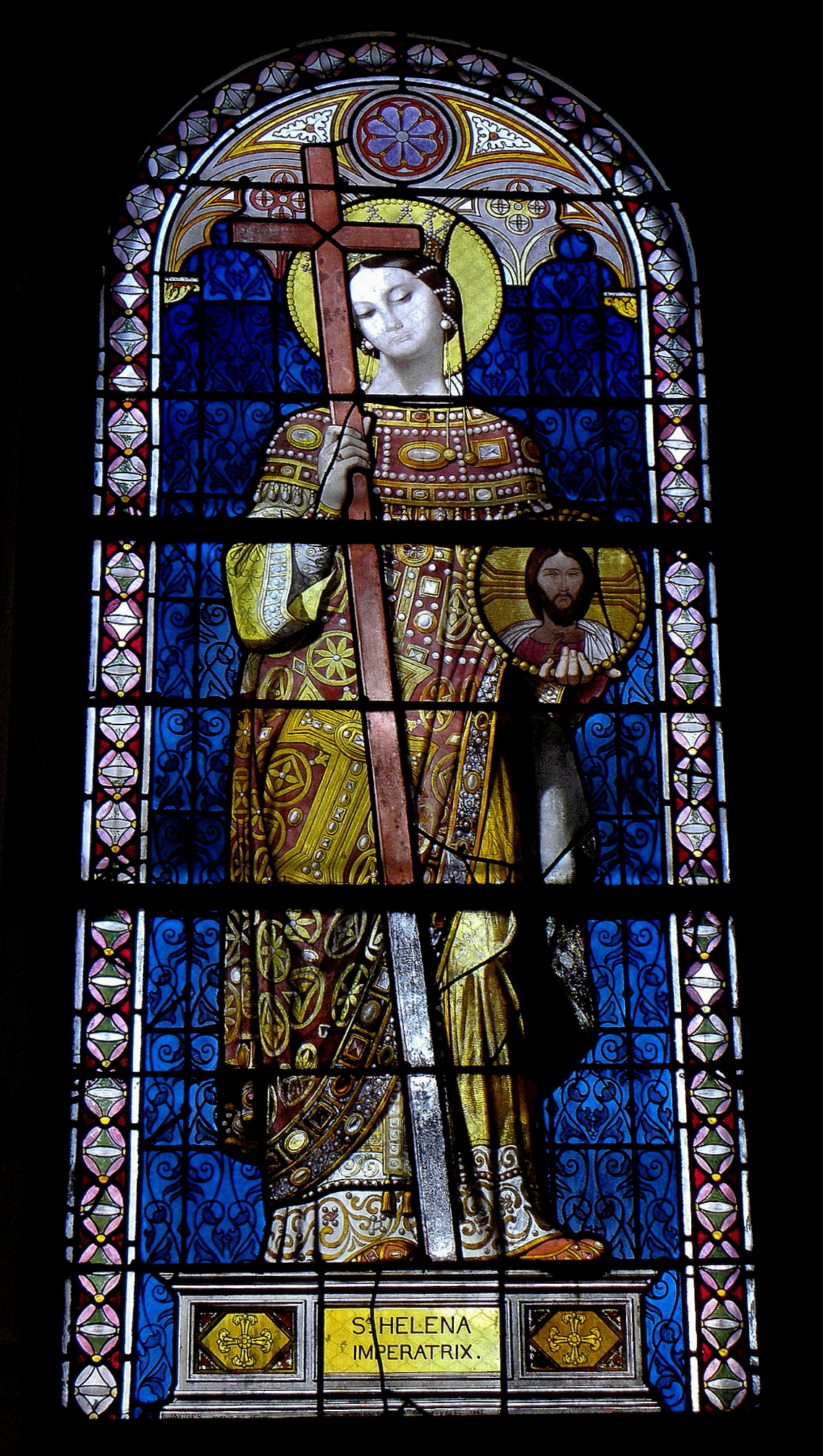
Sant'Elena imperatrice con le sembianze della duchessa Elena in una vetrata della chiesa di Notre-Dame-de-Compassion, Parigi

Ma per l'ambiziosa Elena, che non era particolarmente bella e passava per liberale, si trattava di un matrimonio brillante perché l'ardente Ferdinando Filippo era chiamato a succedere un giorno a suo padre che era già anziano. Questa è la ragione per cui, sempre conservando la religione protestante, la Principessa accettò la proposta di matrimonio, cosa che la sua famiglia non fece.
Il Duca e la Duchessa d'Orléans formarono un matrimonio felice e solo la regina Maria Amalia si preoccupava un po' del protestantesimo e del liberalismo della principessa Elena.
Più prosaicamente, la Principessa popolarizzò in Francia la tradizione tedesca dell'albero di Natale. Il brutale e accidentale decesso di suo marito, nel 1842, rattristò la famiglia reale ed inquietò gli Orléans, perché il Principe era popolare e lasciava figli piccoli.
Nel febbraio 1848, quando scoppiò la rivoluzione, il re Luigi Filippo fu spinto ad abdicare dalla sua famiglia e lasciò il territorio nazionale senza resistere agli insorti. Tuttavia, contrariamente al Re, la Duchessa d'Orléans non fu pronta a rinunciare ai diritti della sua primogenitura. Andò dunque all'Assemblea con i suoi due figli, il Conte di Parigi e il Duca di Chartres, e suo cognato, il Duca di Nemours, per far proclamare il maggiore Re dei Francesi. Cosciente della sua impopolarità, Luigi d'Orléans, duca di Nemours, era pronto a rinunciare a vantaggio di sua cognata di avere il titolo di reggente che la legge del 1842 gli avrebbe concesso. Ma il tentativo della Duchessa d'Orléans fu un fallimento e l'assemblea proclamò la repubblica.

### Esilio e morte

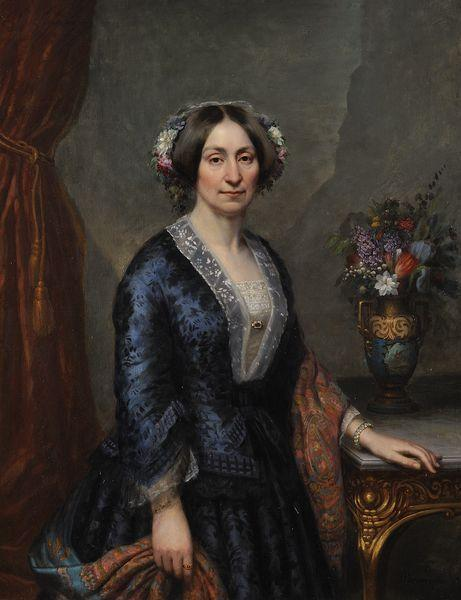
Ritratto della "Duchessa d'Orléans", vedova e in esilio (1850)

Elena di Meclemburgo-Schwerin partì allora per la Germania con i suoi figli e cominciò un lungo periodo di vagabondaggio.
Durante la Seconda Repubblica e l'inizio del Secondo Impero, la Duchessa d'Orléans mantenne le sue posizioni politiche e continuò a reclamare i diritti del giovane Conte di Parigi.
Impedì per molto tempo ai Principi d'Orléans di avvicinarsi al pretendente legittimista del trono di Francia, Enrico di Borbone, conte di Chambord e di riunire definitivamente le monarchie francesi.
La Principessa morì nel 1858 per le complicazioni di una brutta influenza che aveva contratto prendendosi cura di suo figlio minore, il Duca di Chartres, durante un viaggio in Inghilterra.

## Discendenza

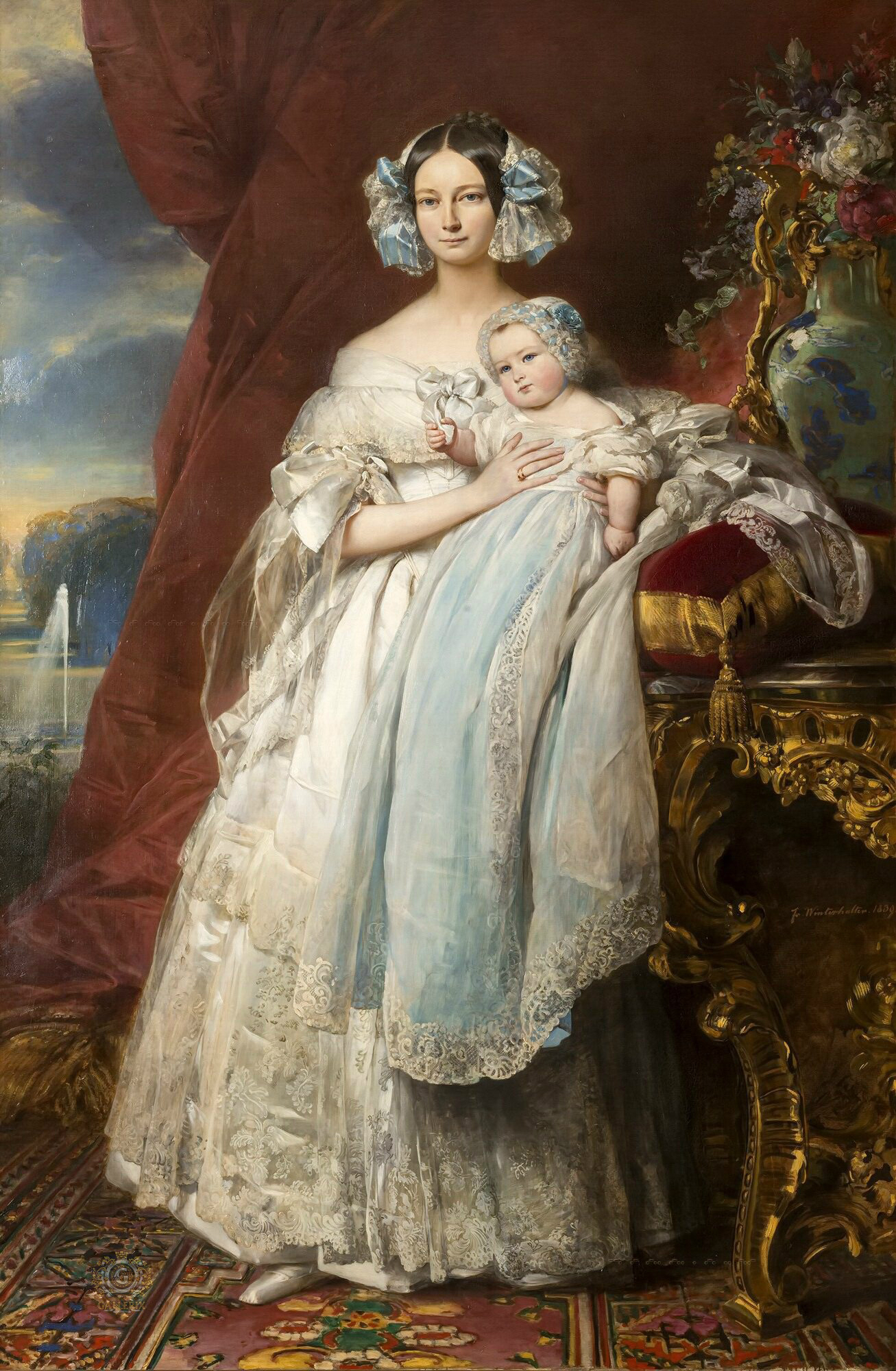
Elena di Meclemburgo-Schwerin ritratta con il figlio Luigi Filippo Alberto in fasce da Franz Xaver Winterhalter nel 1839

Dal matrimonio tra Elena e Ferdinando Filippo d'Orléans nacquero:
- Filippo d'Orléans (1838-1894), conte di Parigi e pretendente orléanista al trono di Francia con il nome di « Luigi Filippo II » poi di « Filippo VII ». Nel 1864, il conte di Parigi sposò sua cugina Maria Isabella d'Orléans (1848-1919), infanta di Spagna.
- Roberto d'Orléans (1840-1910), duca di Chatres, che sposò, nel 1863, sua cugina Francesca d'Orléans (1844-1925). Roberto d'Orléans è il trisavolo dell'attuale Conte di Parigi e pretendente orléanista al trono di Francia con il nome di Giovanni d'Orléans.

## Ascendenza
|                                              |                                                |                                                | Genitori                                          |  |  | Nonni |  |  | Bisnonni                      |  |  | Trisnonni                                     |  |
|                                              |                                                |                                                |                                                   |  |  |       |  |  | Luigi di Meclemburgo-Schwerin |  |  | Cristiano Ludovico II di Meclemburgo-Schwerin |  |
|                                              |                                                |                                                |                                                   |  |  |       |  |  | Luigi di Meclemburgo-Schwerin |  |  | Cristiano Ludovico II di Meclemburgo-Schwerin |  |
|                                              |                                                | Gustava Carolina di Meclemburgo-Strelitz       |                                                   |  |  |       |  |  | Luigi di Meclemburgo-Schwerin |  |  |                                               |  |
| Federico Francesco I di Meclemburgo-Schwerin |                                                |                                                |                                                   |  |  |       |  |  | Luigi di Meclemburgo-Schwerin |  |  |                                               |  |
|                                              |                                                | Carlotta Sofia di Sassonia-Coburgo-Saalfeld    | Francesco Giosea di Sassonia-Coburgo-Saalfeld     |  |  |       |  |  |                               |  |  |                                               |  |
|                                              |                                                | Carlotta Sofia di Sassonia-Coburgo-Saalfeld    | Francesco Giosea di Sassonia-Coburgo-Saalfeld     |  |  |       |  |  |                               |  |  |                                               |  |
|                                              |                                                | Carlotta Sofia di Sassonia-Coburgo-Saalfeld    | Anna Sofia di Schwarzburg-Rudolstadt              |  |  |       |  |  |                               |  |  |                                               |  |
| Federico Ludovico di Meclemburgo-Schwerin    |                                                | Carlotta Sofia di Sassonia-Coburgo-Saalfeld    |                                                   |  |  |       |  |  |                               |  |  |                                               |  |
|                                              |                                                | Giovanni Augusto di Sassonia-Gotha-Altenburg   | Federico II di Sassonia-Gotha-Altenburg           |  |  |       |  |  |                               |  |  |                                               |  |
|                                              |                                                | Giovanni Augusto di Sassonia-Gotha-Altenburg   | Federico II di Sassonia-Gotha-Altenburg           |  |  |       |  |  |                               |  |  |                                               |  |
|                                              |                                                | Giovanni Augusto di Sassonia-Gotha-Altenburg   | Maddalena Augusta di Anhalt-Zerbst                |  |  |       |  |  |                               |  |  |                                               |  |
| Luisa di Sassonia-Gotha-Altenburg            |                                                | Giovanni Augusto di Sassonia-Gotha-Altenburg   |                                                   |  |  |       |  |  |                               |  |  |                                               |  |
|                                              |                                                | Luisa di Reuss-Schleiz                         | Enrico I di Reuss-Schleiz                         |  |  |       |  |  |                               |  |  |                                               |  |
|                                              |                                                | Luisa di Reuss-Schleiz                         | Enrico I di Reuss-Schleiz                         |  |  |       |  |  |                               |  |  |                                               |  |
|                                              |                                                | Luisa di Reuss-Schleiz                         | Giuliana Dorotea di Löwenstein-Wertheim-Virneburg |  |  |       |  |  |                               |  |  |                                               |  |
| Elena di Meclemburgo-Schwerin                |                                                | Luisa di Reuss-Schleiz                         |                                                   |  |  |       |  |  |                               |  |  |                                               |  |
|                                              | Ernesto Augusto II di Sassonia-Weimar-Eisenach | Ernesto Augusto I di Sassonia-Weimar           |                                                   |  |  |       |  |  |                               |  |  |                                               |  |
|                                              | Ernesto Augusto II di Sassonia-Weimar-Eisenach | Ernesto Augusto I di Sassonia-Weimar           |                                                   |  |  |       |  |  |                               |  |  |                                               |  |
|                                              | Ernesto Augusto II di Sassonia-Weimar-Eisenach | Sofia Carlotta di Brandeburgo-Bayreuth         |                                                   |  |  |       |  |  |                               |  |  |                                               |  |
| Carlo Augusto di Sassonia-Weimar-Eisenach    | Ernesto Augusto II di Sassonia-Weimar-Eisenach |                                                |                                                   |  |  |       |  |  |                               |  |  |                                               |  |
|                                              |                                                | Anna Amalia di Brunswick-Wolfenbüttel          | Carlo I di Brunswick-Wolfenbüttel                 |  |  |       |  |  |                               |  |  |                                               |  |
|                                              |                                                | Anna Amalia di Brunswick-Wolfenbüttel          | Carlo I di Brunswick-Wolfenbüttel                 |  |  |       |  |  |                               |  |  |                                               |  |
|                                              |                                                | Anna Amalia di Brunswick-Wolfenbüttel          | Filippina Carlotta di Prussia                     |  |  |       |  |  |                               |  |  |                                               |  |
| Carolina Luisa di Sassonia-Weimar-Eisenach   |                                                | Anna Amalia di Brunswick-Wolfenbüttel          |                                                   |  |  |       |  |  |                               |  |  |                                               |  |
|                                              |                                                | Luigi IX d'Assia-Darmstadt                     | Luigi VIII d'Assia-Darmstadt                      |  |  |       |  |  |                               |  |  |                                               |  |
|                                              |                                                | Luigi IX d'Assia-Darmstadt                     | Luigi VIII d'Assia-Darmstadt                      |  |  |       |  |  |                               |  |  |                                               |  |
|                                              |                                                | Luigi IX d'Assia-Darmstadt                     | Carlotta di Hanau-Lichtenberg                     |  |  |       |  |  |                               |  |  |                                               |  |
| Luisa Augusta d'Assia-Darmstadt              |                                                | Luigi IX d'Assia-Darmstadt                     |                                                   |  |  |       |  |  |                               |  |  |                                               |  |
|                                              |                                                | Carolina del Palatinato-Zweibrücken-Birkenfeld | Cristiano III del Palatinato-Zweibrücken          |  |  |       |  |  |                               |  |  |                                               |  |
|                                              |                                                | Carolina del Palatinato-Zweibrücken-Birkenfeld | Cristiano III del Palatinato-Zweibrücken          |  |  |       |  |  |                               |  |  |                                               |  |
|                                              |                                                | Carolina del Palatinato-Zweibrücken-Birkenfeld | Carolina di Nassau-Saarbrücken                    |  |  |       |  |  |                               |  |  |                                               |  |
|                                              |                                                | Carolina del Palatinato-Zweibrücken-Birkenfeld |                                                   |  |  |       |  |  |                               |  |  |                                               |  |